# Adriana Medina Ortiz
Adriana Gabriela Medina Ortiz (Guadalajara, Jalisco, 25 de junio de 1979) es una política mexicana, miembro del partido Movimiento Ciudadano. Es diputada federal para el periodo de 2018 a 2021.

## Reseña biográfica
Adriana Medina Ortiz es licenciada en Derecho egresada de la Universidad de Guadalajara, tiene además un diplomado en Planeación Didáctica Aplicada a los Contenidos del Bachillerato General y un diplomado en Alta Dirección por el Instituto Tecnológico y de Estudios Superiores de Monterrey. Desde 2005 se ha desempeñado como docente en el plantel 10 del Colegio de Bachilleres de Jalisco.
De 2006 a 2009 fue auxiliar administrativo de la Coordinación del PRD en el Congreso de Jalisco, y de 2010 a 2015 fue directora del Registro Civil del municipio de Tlajomulco de Zúñiga. En 2015 es electa diputada al Congreso de Jalisco, en donde ocupó los cargos de presidenta de la comisión de Desarrollo Municipal; vocal de las comisiones de Asuntos Metropolitanos; de Desarrollo Humano; de Hacienda y Presupuestos; de Higiene y Salud Pública; y, de Participación Ciudadana; además de vocal del comité de Proceso Legislativo.
En 2018 fue electa diputada federal a la LXIV Legislatura por el Distrito 12 de Jalisco, cuyo periodo concluirá en 2021. En la Cámara de Diputados es secretaria de las comisión de Desarrollo Metropolitano, Urbano, Ordenamiento Territorial y Movilidad; y de Puntos Constitucionales; así como integrante del comité de Administración.
En agosto de 2021 cobró notoriedad, debido a que como integrante de la Comisión Permanente, no asistió a una sesión definitoria en donde los diputados de Morena pretendían convocar a un periodo extraordinario de sesiones para discutir la Ley de Revocación de Mandato, y el grupo opositor —integrado por el PAN, PRI, PRD y Movimiento Ciudadano— anunció que se opondría, para lo cual requeriría de todos los votos posibles. Adriana Medina justificó su inasistencia al hecho de haber resultado positiva al COVID-19, sin embargo la prueba que ella misma posteó en su cuenta de Twitter, resultó ser falsa.